# Мурованое (Шептицкий район)
Мурованое (укр. Муроване) — село в Белзской городской общине Шептицкого района Львовской области Украины.
Население по переписи 2001 года составляло 1106 человек. Занимает площадь 3,335 км². Почтовый индекс — 80051. Телефонный код — 3257.